# Zuzana
Zuzana je ženské křestní jméno pocházející z hebrejského jména שושנה‎, Šošana, což znamená lilie (původem možná z egyptského sšn), ale i „růže“.
Podle českého občanského kalendáře má toto jméno svátek 11. srpna.
Další varianty jsou Suzana, Susana, Zusana, Zuzanna, Susanna, Suzanna a Shoshana.
Domáckými variantami jsou Zuzka, Zuzča, Zuzi, Zůza, Zuzík, Zuzanka, Zuzinka

## Statistické údaje
Následující tabulka uvádí četnost jména v ČR a pořadí mezi ženskými jmény ve srovnání dvou roků, pro které jsou dostupné údaje MV ČR – lze z ní tedy vysledovat trend v užívání tohoto jména:
| Rok       | Četnost    | Pořadí   |
| --------- | ---------- | -------- |
| 1999      | 51 673     | 31.      |
| 2002      | 52 409     | 30.      |
| Porovnání | o 736 více | o 1 lépe |
| 2009      | 58 827     | 25.      |
| 2013      | 57 288     |          |

Změna procentního zastoupení tohoto jména mezi žijícími ženami v ČR (tj. procentní změna se započítáním celkového úbytku žen v ČR za sledované tři roky) je +2,2%. V lednu 2006 se podle údajů ČSÚ jednalo o 17. nejčastější ženské jméno mezi novorozenci.

## Slavné osobnosti
- svatá Zuzana – též svatá Zuzana Římská, mučednice
- Zuzana – starozákonní postava z Knihy Danielovy
- Zuzana Alžběta z Thurnu – česká šlechtična
- Zuzana Antares – česká spisovatelka
- Zuzana Baudyšová – česká senátorka českého parlamentu a ekonomka
- Zuzana Belohorcová – slovenská moderátorka
- Zuzana Benešová – česká zpěvačka
- Zuzana Beňušková – slovenská etnoložka, etnografka, kulturní a sociální antropoložka
- Zuzana Berešová – slovenská klavírní virtuoska
- Zuzana Bergrová – česká běžkyně, olympionička a překážkářka
- Zuzana Brabcová – česká spisovatelka
- Zuzana Brzobohatá – česká politička a informatička
- Zuzana Bubílková – česká herečka a moderátorka
- Zuzana Burianová – česká herečka a zpěvačka
- Zuzana Bydžovská – česká dabérka, divadelní herečka, filmová herečka, herečka a televizní herečka
- Zuzana Čaputová – prezidentka Slovenské republiky
- Zuzana Čížková – česká malířka, sochařka a výtvarnice
- Zuzana Doležalová – česká olympionička a snowboardistka
- Zuzana Fialová – slovenská herečka a režisérka
- Zuzana Fuksová – česká performerka, rapperka, moderátorka a spisovatelka
- Zuzana Geislerová – česká herečka
- Zuzana Hejnová – česká běžkyně a překážkářka
- Zuzana Jandová – česká MISS ČR a modelka
- Zuzana Kajnarová – česká dabérka, divadelní herečka, filmová herečka, herečka a televizní herečka
- Zuzana Kocúriková – slovenská herečka
- Zuzana Kočová – česká herečka a spisovatelka
- Zuzana Koubková – česká spisovatelka historických románů
- Zuzana Kročová – česká bioložka, rektorka Univerzity obrany
- Zuzana Kronerová – slovenská herečka
- Zuzana Kučová – slovenská tenistka
- Zuzana Lapčíková – česká zpěvačka
- Zuzana Michnová – česká zpěvačka a hudební skladatelka
- Zuzana Navarová – česká zpěvačka, skladatelka a textařka
- Zuzana Norisová – slovenská herečka a zpěvačka
- Zuzana Piussi – slovenská režisérka
- Zuzana Ondrášková – česká tenistka
- Zuzana Roithová – česká politička a radioložka
- Zuzana Růžičková – česká cembalistka, hudební pedagožka a klavíristka
- Zuzana Slavíková – česká dabérka, divadelní herečka, filmová herečka, herečka, moderátorka, televizní herečka a televizní moderátorka
- Zuzana Stivínová – více osob, rozcestník
- Zuzana Šavrdová – česká herečka
- Zuzana Tvarůžková – česká televizní novinářka a moderátorka
- Zuzana Vejvodová – česká herečka
- Zuzana Vrbová – česká zpěvačka
- Shoshannah Stern – americká neslyšící herečka
- Susan Sarandonová – americká herečka
- Susanna Clarková – britská spisovatelka
- Susanna Hoffs – americká zpěvačka, členka kapely The Bangles
- Suzanne Vega – americká filmová zpěvačka
- Suzi Quatro – americká zpěvačka
- Šošana Arbeli-Almozlino – izraelská politička
- Šošana Damari – izraelská zpěvačka
- Šošana Kamin – izraelská politička
- Šošana Netanjahu – izraelská právnička a bývalá soudkyně izraelského Nejvyššího soudu
- Šošana Persic – izraelská politička

### Fiktivní postavy
- Shosanna Dreyfuss – postava z válečného filmu Hanebný pancharti. Hrála ji francouzská herečka Mélanie Laurentová.
- Zuzana – postava ze série Letopisů Narnie. Hrály ji britské herečky Anna Popplewell (2005), Sophie Wilcox (1989) a Sophie Cook (1988).
- Susan Delgado – postava z knižní série Temná Věž Stephena Kinga.
- Zuzana Stohelitská – postava ze série Zeměplocha Terryho Pratchetta.

### Označení výrobků
- 155mm ShKH vz. 2000 Zuzana – slovenská samohybná houfnice

## Varianty jména Zuzana v jiných jazycích
- anglicky: Suzanne, krátce: Susann, Susan, Susie, Sue, Su
- arabsky: سـن (Susan)
- aramejsky: Šušan, Šušaneh
- česky: Zuzana
- dánsky: Suzanne
- estonsky: Susamma
- finsky: Susanna, Sanna, Sanni
- francouzsky: Suzanne
- gruzínsky: შუშანიკ (Šušanik)
- hebrejsky: שושנה (Šošana), často krátce: שוש, (Šoš), שושי (Šoši)
- hornolužicky: Zusana
- chorvatsky: Suzana
- italsky: Susanna
- japonsky: スーザン (Susan)
- latinsky: Xuxa
- litevsky: Zuzana, Zuzane, Zuze, Zune
- lotyšsky: Zuzanna, Zane, Zuze
- maďarsky: Zsuzsanna
- malajsky: Sosamma
- německy: Susanne, krátce: Suse, Susi
- nizozemsky: Susana
- norsky: Susanne
- persky: سـن (Zuzan)
- polsky: Zuzanna, Zuzia
- portugalsky: Susana, Susianna
- rusky: Сюзана (Sjusana)
- slovensky:Zuzana
- srbochorvatsky: Сузана (Zuzana)
- srbsky: Сузана, Сусана (Zuzana), Žužana, Жужана
- španělsky: Susana, Susianna
- švédsky: Susanna
- turecky: Suzan
- ukrajinsky: Сусанна